# 18 września
18 września jest 261. (w latach przestępnych 262.) dniem w kalendarzu gregoriańskim. Do końca roku pozostaje 104 dni.

## Święta
- Imieniny obchodzą: Aretas, Ariadna, Baltazar, Dobrowit, Fereol, Irena, Józef, Metody, Ryszarda, Sobierad, Stanisław, Stefania, Tytus, Zachariasz i Zofia.
- Chile – Święto Niepodległości
- Międzynarodowe:
  - Międzynarodowy Dzień Geologa[1]
  - Światowy Dzień Monitoringu Wody[2]
- Wspomnienia i święta w Kościele katolickim[3][4] obchodzą:
  - św. Ariadna z Frygi (męczennica)
  - św. Eustorgiusz I (biskup)
  - św. Józef z Kupertynu (franciszkanin)
  - św. Konstancjusz i towarzysze (męczennicy)
  - św. Metody z Olimpu (biskup i męczennik)
  - św. Ryszarda Szwabska (cesarzowa)
  - św. Stanisław Kostka (patron Polski; na świecie 13 listopada)

## Wydarzenia w Polsce
- 1351 – Księstwo płockie zostało przyłączone przez króla Kazimierza III Wielkiego do Polski.
- 1454 – Wojna trzynastoletnia: zwycięstwo wojsk krzyżackich w bitwie pod Chojnicami.
- 1620 – II wojna polsko-turecka: pod Cecorą wojska polskie w liczbie około 8500 żołnierzy dowodzonych przez hetmana wielkiego koronnego Stanisława Żółkiewskiego rozbiły obóz obronny, szykując się do starcia ze ścigającą ich 40-tysięczną armią turecko-tatarską.
- 1703 – III wojna północna: wojska szwedzkie zdobyły Poznań.
- 1719 – Poświęcono kościół pod wezwaniem Wniebowzięcia Najświętszej Maryi Panny w Gliwicach-Łabędach.
- 1732 – Wydano pierwszy tom pierwszego polskiego zbioru prawa stanowionego Volumina Legum.
- 1773 – Delegacja Sejmu Rozbiorowego podpisała traktaty podziałowe z przedstawicielami trzech mocarstw.
- 1777 – W trakcie odbudowy po pożarze z roku 1773 runęła jedna ze ścian, nieistniejącej już, kolegiaty pod wezwaniem św. Marii Magdaleny w Poznaniu.
- 1794 – Insurekcja kościuszkowska: Rada Najwyższa Narodowa postanowiła zamienić pospolite ruszenie włościan na pobór 1 rekruta z 10 domów i konia jezdnego z 50 domów.
- 1841 – Ukazem carskim zlikwidowano II Radę Stanu i Sąd Najwyższej Instancji Królestwa Polskiego, powołując w ich miejsce dwa Warszawskie Departamenty Rządzącego Senatu w Petersburgu i Ogólne Zebranie tych departamentów.
- 1846 – Poświęcono synagogę Tempel we Lwowie.
- 1880 – Oddano do użytku drewnianą wieżę widokową na wzgórzu Widok w Raciborzu-Brzeziu.
- 1905 – Nieudana próba wysadzenia rosyjskiego pomnika zdobycia Warszawy.
- 1907 – Uruchomiono elektrownię przy ul. Targowej w Łodzi.
- 1939 – Kampania wrześniowa:
  - Kilkuset Żydów zostało zamordowanych przez Niemców w Dynowie na Podkarpaciu.
  - Na wieść o wkroczeniu do Polski Armii Czerwonej w Jeziorach na Polesiu popełnił samobójstwo Stanisław Ignacy Witkiewicz.
  - Rozpoczęła się obrona Wilna przed wojskami sowieckimi.
  - W nocy z 17 na 18 września banda Organizacji Ukraińskich Nacjonalistów zabiła w Sławentynie w woj. tarnopolskim, według różnych źródeł, od 50 do 85 Polaków.
  - Wojska niemieckie wkroczyły do Lublina.
  - W wyniku niemieckiego ostrzału artyleryjskiego płonął wieżowiec Prudential w Warszawie.
  - Wybuchło antypolskie powstanie w miasteczku Skidel pod Grodnem, zdławione przez przybyłe oddziały wojska polskiego.
  - Zakończyły się bitwy: nad Bzurą, pod Kobryniem i pod Krasnymstawem.
  - W Śladowie pod Sochaczewem żołnierze Wehrmachtu dokonali mordu na 300 osobach, w tym 150 jeńcach wojennych.
  - W Henrykowie pod Sochaczewem żołnierze Wehrmachtu zamordowali od 73 do 88 osób, w tym wielu uchodźców z zachodniej Polski.
- 1942 – Zbiorowe egzekucje Polaków w Płocku (13 ofiar) oraz w pobliskich Bodzanowie (13 ofiar) i Rościszewie (14 ofiar).
- 1943 – Okupujący Gdynię Niemcy uruchomili w mieście działającą do dziś komunikację trolejbusową.
- 1944 – 49. dzień powstania warszawskiego: ewakuowano pontonami na brzeg Pragi chorych i ciężko rannych.
- 1946 – W ruinach domu przy ul. Nowolipki 68 w Warszawie odnaleziono pierwszą część archiwum warszawskiego getta, stworzonego przez Emanuela Ringelbluma.
- 1958 – W Warszawie rozpoczął się I Festiwal Jazz Jamboree (pod nazwą „Jazz 58”).
- 1963 – Na Stadionie Śląskim w Chorzowie, podczas meczu Pucharu Europy Mistrzów Krajowych Górnik Zabrze-Austria Wiedeń (1−0), został ustanowiony rekord frekwencji na tym obiekcie (120 000 widzów).
- 1974 – W Siemianowicach Śląskich rozpoczął się proces Zdzisława Marchwickiego, zwanego „Wampirem z Zagłębia”.
- 1975:
  - W nowo wybudowanym Zakładzie nr 2 Fabryki Samochodów Małolitrażowych w Tychach rozpoczęto seryjną produkcję Fiata 126p, który od dwóch lat był już produkowany w Zakładzie nr 1 w Bielsku-Białej.
  - W Pile odnotowano wrześniowy rekord temperatury w Polsce (+34,7 °C).
- 1977 – Lechosław Michalak wygrał 34. Tour de Pologne.
- 1984 – Premiera filmu Planeta krawiec w reżyserii Jerzego Domaradzkiego.
- 1994 – Poświęcono bazylikę pod wezwaniem św. Kazimierza w Radomiu.
- 1999 – W Szczecinie powstał Wielonarodowy Korpus Północno-Wschodni.
- 2001 – Sejm RP przyjął ustawy: Kodeks morski i o podpisie elektronicznym.
- 2005 – Reprezentant Luksemburga Kim Kirchen wygrał 62. Tour de Pologne.
- 2009 – 20 górników zginęło, a blisko 40 odniosło obrażenia w katastrofie, do której doszło w Kopalni Węgla Kamiennego „Wujek”–„Ruch Śląsk” w Rudzie Śląskiej.
- 2011 – Plac przed siedzibą Sądu Apelacyjnego w Łodzi położony przy ul. Uniwersyteckiej otrzymał imię adwokat Joanny Agackiej-Indeckiej, jednej z 96 ofiar katastrofy smoleńskiej.
- 2021 – Prezesem Polskiej Rady Ekumenicznej został wybrany ks. superintendent Andrzej Malicki[5].

## Wydarzenia na świecie

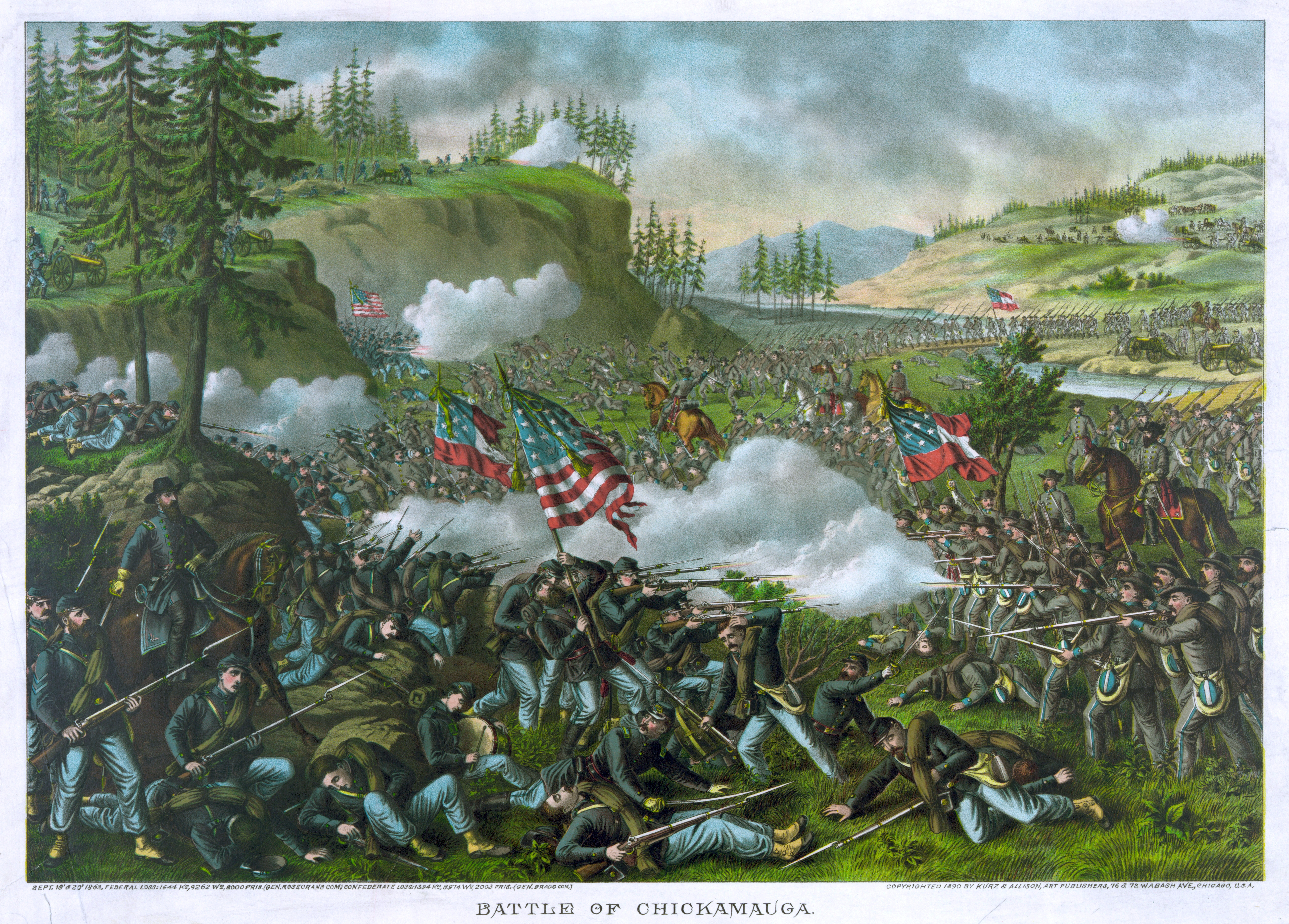
Bitwa nad Chickamaugą (1863) na litografii z XIX wieku

- 14 – Tyberiusz został cesarzem rzymskim.
- 96 – Po zabójstwie Domicjana cesarzem rzymskim wybrano Nerwę.
- 324 – Cesarz Konstantyn I Wielki pokonał Licyniusza w bitwie pod Chryzopolis.
- 335 – Dalmacjusz został cesarzem rzymskim.
- 1180 – Po śmierci Ludwika VII Młodego jego syn Filip II został samodzielnym królem Francji.
- 1437 – Papież Eugeniusz IV wydał bullę o przeniesieniu obrad soboru bazylejskiego do Ferrary.
- 1490 – Król Czech Władysław II Jagiellończyk został koronowany w katedrze w Székesfehérvárze na króla Węgier i Chorwacji.
- 1502 – W trakcie swej czwartej i ostatniej wyprawy do Nowego Świata Krzysztof Kolumb wylądował na terenie dzisiejszej Kostaryki.
- 1544 – VI wojna włoska: cesarz rzymski Karol V Habsburg i król Francji Franciszek I Walezjusz zawarli pokój w Crépy.
- 1570 – V wojna wenecko-turecka: wojska tureckie rozpoczęły oblężenie Famagusty na Cyprze.
- 1598 – Zwycięstwo wojsk króla Szwecji i Polski Zygmunta III Wazy w bitwie pod Stegeborgiem w trakcie wyprawy przeciwko buntownikom.
- 1691 – Wojna Francji z Ligą Augsburską: zwycięstwo wojsk francuskich w bitwie pod Leuze.
- 1719 – James Figg otworzył w Londynie English School of Arms and Art of Self-Defense Academy i ogłosił się mistrzem bokserskim.
- 1739 – Podpisano traktat pokojowy w Belgradzie kończący (przy mediacji francuskiej) wojnę Rosji i Austrii z Imperium Osmańskim.
- 1760 – Brytyjska wojna z Francuzami i Indianami: upadek francuskiej twierdzy Quebec, który przesądził o przejęciu Kanady przez Brytyjczyków.
- 1793 – Rozpoczęto budowę Kapitolu w Waszyngtonie.
- 1810 – Chile ogłosiło niepodległość (od Hiszpanii).
- 1812 – Inwazja Napoleona na Rosję: po zniszczeniu ¾ zabudowy miasta wygasł trwający od 14 września pożar okupowanej przez wojska napoleońskie Moskwy.
- 1831 – José Joaquín Prieto został prezydentem Chile.
- 1837 – Założono amerykańskie przedsiębiorstwo jubilerskie Tiffany & Co.
- 1841 – Manuel Bulnes został prezydentem Chile.
- 1847 – François Guizot został premierem Francji.
- 1848 – Otwarto Muzeum Thorvaldsena w Kopenhadze.
- 1850 – Kongres Stanów Zjednoczonych przyjął Fugitive Slave Act.
- 1851:
  - Manuel Montt został prezydentem Chile.
  - Ukazało się pierwsze wydanie „The New York Daily Times”, który później zmienił nazwę na „The New York Times”.
- 1860 – Włoska wojna wyzwoleńcza: zwycięstwo wojsk piemonckich nad papieskimi w bitwie pod Castelfidardo.
- 1861 – José Joaquín Pérez został prezydentem Chile.
- 1863 – Wojna secesyjna: rozpoczęła się bitwa nad Chickamauga.
- 1871 – Federico Errázuriz Zañartu został prezydentem Chile.
- 1872:
  - Oskar II został królem Szwecji i Norwegii.
  - Założono spółkę Carris zajmującą się transportem publicznym w Lizbonie.
- 1876 – Aníbal Pinto został prezydentem Chile.
- 1881 – Domingo Santa María został prezydentem Chile.
- 1886 – José Manuel Balmaceda został prezydentem Chile.
- 1893 – Francuski astronom Auguste Charlois odkrył planetoidy: (374) Burgundia, (375) Ursula i (376) Geometria.
- 1896:
  - Federico Errázuriz Echaurren został prezydentem Chile.
  - Masayoshi Matsukata został po raz drugi premierem Japonii.
- 1897 – Szwed Gustaf Söderström ustanowił w Sztokholmie rekord świata w rzucie dyskiem (38,70 m).
- 1901:
  - Germán Riesco został prezydentem Chile.
  - Na Morzu Północnym zatonął w czasie sztormu brytyjski niszczyciel HMS „Cobra”, w wyniku czego zginęło 67 spośród 79 członków załogi.
- 1904 – Wojna rosyjsko-japońska: pancernik „Heien” zatonął po wejściu na rosyjską minę, w wyniku czego zginęła cała, 198-osobowa załoga.
- 1906:
  - Pedro Montt został prezydentem Chile.
  - Tajfun zabił w Hongkongu ponad 10 tys. osób.
- 1916 – Woda z przerwanej zapory zalała miejscowość Desná w północno-zachodnich Czechach, w wyniku czego zginęły 62 osoby.
- 1919 – W Holandii przyznano prawa wyborcze kobietom.
- 1922 – Węgry przystąpiły do Ligi Narodów.
- 1931:
  - Popełniła samobójstwo 23-letnia Geli Raubal, siostrzenica i domniemana kochanka Adolfa Hitlera.
  - Żołnierze japońskiej Armii Kwantuńskiej, w ramach operacji pod fałszywą flagą, wysadzili w powietrze odcinek należącej do Japonii Kolei Południowomandżurskiej, co stało się pretekstem dla aneksji chińskiej Mandżurii (tzw. incydent mukdeński).
- 1934 – ZSRR wstąpił do Ligi Narodów.
- 1936 – Premiera amerykańskiego filmu przygodowego Dzieci ulicy w reżyserii W.S. Van Dyke’a.
- 1938 – Podczas przemówienia w Trieście, Benito Mussolini ogłosił zamiar wprowadzenia we Włoszech, ustaw rasowych przeciwko ludności żydowskiej.
- 1939:
  - Amerykańsko-brytyjski faszysta i kolaborant William Joyce (zwany Lordem Hau-Hau) otrzymał angaż w niemieckim publicznym radiu (Reichsrundfunk), jako jeden z redaktorów i prezenterów anglojęzycznych propagandowych audycji radiowych przeznaczonych dla odbiorców na Wyspach Brytyjskich.
  - Internowany przez władze estońskie okręt podwodny ORP „Orzeł” uciekł z portu w Tallinnie.
  - Okręt podwodny ORP „Ryś” wpłynął do szwedzkiego portu Stavsnäs, po czym został internowany i odholowany do Mariefred, gdzie pozostał do końca wojny.
- 1940 – Bitwa o Atlantyk: niemiecki okręt podwodny U-48 zatopił brytyjski statek pasażerski SS „City of Benares” na którego pokładzie znajdowało się m.in. 90 brytyjskich dzieci ewakuowanych do Kanady, spośród których 77 zginęło.
- 1941 – W Krupkach na Białorusi Niemcy wymordowali około 1000 Żydów.
- 1944 – japoński statek „Jun’yō Maru” został zatopiony u wybrzeży Sumatry przez brytyjski okręt podwodny HMS „Tradewind”. Zginęło około 5,6 tys. osób, w większości alianckich jeńców i robotników przymusowych z Jawy.
- 1947 – W USA utworzono Centralną Agencję Wywiadowczą i Radę Bezpieczeństwa Narodowego.
- 1948:
  - Indie zaanektowały zbrojnie muzułmańskie księstwo Hajdarabad.
  - Odbyły się pierwsze zawody na brytyjskim torze wyścigowym Goodwood Circuit.
- 1949:
  - Brytyjski rząd przeprowadził dewaluację funta o 30% (z 4.03 do 2.80 dolara za funta).
  - W Pradze zakończyły się I Mistrzostwa Europy w Piłce Siatkowej Kobiet, w których zwyciężyła reprezentacja ZSRR przed Czechosłowacją i Polską.
- 1950 – Wojna koreańska: wojska ONZ rozpoczęły kontrofensywę po załamaniu się północnokoreańskiego natarcia na tzw. worek pusański.
- 1951:
  - Izba Reprezentantów powołała Specjalną Komisję Śledczą Kongresu Stanów Zjednoczonych do Zbadania Zbrodni Katyńskiej pod przewodnictwem Raya J. Maddena.
  - Premiera filmu Tramwaj zwany pożądaniem w reżyserii Elii Kazana.
- 1959 – W komorze gazowej w Więzieniu Stanowym San Quentin w Kalifornia został stracony seryjny morderca i gwałciciel Harvey Glatman.
- 1960 – W Rzymie rozpoczęły się I Letnie Igrzyska Paraolimpijskie.
- 1961 – Sekretarz generalny ONZ Szwed Dag Hammarskjöld zginął w katastrofie lotniczej w czasie misji pokojowej w Demokratycznej Republice Konga.
- 1962 – Burundi, Jamajka, Rwanda i Trynidad i Tobago zostały członkami ONZ.
- 1965 – Została odkryta Kometa Ikeya-Seki.
- 1969 – Wystartowała chilijska stacja telewizyjna Televisión Nacional de Chile.
- 1973 – Bahamy, NRD i RFN zostały członkami ONZ.
- 1974 – Huragan „Fifi” zabił w Hondurasie około 5 tys. osób.
- 1975 – W San Francisco aresztowano Patty Hearst, dziedziczkę fortuny magnata prasowego Williama Randolpha Hearsta, która, po porwaniu jej przez skrajnie lewicową grupę rewolucyjną, została jej członkinią i wzięła udział w napadzie na bank.
- 1979 – Saint Lucia została członkiem ONZ.
- 1981:
  - Podczas podchodzenia do lądowania w mieście Żeleznogorsk-Ilimskij na Syberii należący do Aerofłot Jak-40 zderzył się z wojskowym śmigłowcem Mi-8, w wyniku czego zginęły wszystkie 40 osób znajdujących się na ich pokładach (33+7).
  - We Francji została zniesiona kara śmierci.
- 1982 – Masakra w Sabrze i Szatili w Bejrucie (16–18 września), dokonana przy biernej postawie wojsk izraelskich przez libańską chrześcijańską milicję na 700–3500 palestyńskich uchodźcach.
- 1984 – Amerykanin Joseph Kittinger jako pierwszy przeleciał samotnie balonem przez Atlantyk.
- 1987 – Jerzy Kukuczka jako drugi himalaista w historii zdobył Koronę Himalajów i Karakorum, wspinając się na wszystkie 14 szczytów o wysokości ponad 8 tys. m n.p.m.
- 1988 – W Birmie doszło do wojskowego zamachu stanu.
- 1989 – W Kolombo podpisano porozumienie w sprawie wycofania do końca roku wojsk indyjskich ze Sri Lanki.
- 1990:
  - Liechtenstein został członkiem ONZ.
  - Podczas 96. sesji MKOl w Tokio wybrano Atlantę na gospodarza XXVI Letnich Igrzysk Olimpijskich w 1996 roku.
- 1994 – Wybuch wulkanu Tavurvur na należącej do Papui-Nowej Gwinei wyspie Nowa Brytania spowodował całkowite zasypanie popiołem miasta Rabaul, które zostało odbudowane w innym miejscu.
- 1997:
  - Mieszkańcy Walii opowiedzieli się w referendum za utworzeniem Walijskiego Zgromadzenia Narodowego.
  - Przed Muzeum Egipskim w Kairze został ostrzelany bus z turystami. Zginęło 9 Niemców i egipski kierowca.
- 1998:
  - Belgijski astronom Eric Walter Elst odkrył planetoidę (46977) Kraków.
  - Została powołana Internetowa Korporacja ds. Nadawania Nazw i Numerów (ICANN).
- 2002 – Odbywający karę 10 lat pozbawienia wolności francuski zbrodniarz wojenny Maurice Papon został, ze względów zdrowotnych, zwolniony przedterminowo z więzienia.
- 2005:
  - Koalicja CDU/CSU pod przewodnictwem Angeli Merkel wygrała wybory parlamentarne w Niemczech.
  - W Afganistanie odbyły się pierwsze od 1969 roku wybory parlamentarne.
- 2006 – Przed budynkiem tymczasowego parlamentu Somalii w Baydhabo doszło do samobójczego zamachu bombowego, wymierzonego w prezydenta Abdullahiego Yusufa. Zginęło 11 osób, w tym brat prezydenta.
- 2007 – Korea Północna i Zjednoczone Emiraty Arabskie nawiązały stosunki dyplomatyczne.
- 2008 – 7 amerykańskich żołnierzy zginęło w katastrofie śmigłowca Boeing CH-47 Chinook w południowym Iraku.
- 2009 – Co najmniej 40 osób zginęło w samobójczym zamachu bombowym koło miasta Kohat w północno-zachodnim Pakistanie.
- 2010 – Na Słowacji odbyło się niewiążące z powodu zbyt niskiej frekwencji referendum w sprawie wprowadzenia sześciu zmian w polityce wewnętrznej, podatkowej i w prawie prasowym.
- 2013 – Tony Abbott został premierem Australii.
- 2014 – 55,30% spośród głosujących w referendum Szkotów opowiedziało się przeciwko ogłoszeniu niepodległości.
- 2015 – Wybuchła tzw. afera Volkswagena.
- 2016 – W wyborach parlamentarnych w Rosji wygrała rządząca Jedna Rosja uzyskując rekordowe 343 mandaty i większość konstytucyjną.
- 2021 – W ewangelicko-reformowanym kościele św. Lebuina w Deventer odbyła się konsekracja arcybiskupa Utrechtu Bernda Walleta[6].

## Eksploracja kosmosu
- 1959 – Wystrzelono amerykańskiego satelitę Vanguard 3.
- 1968 – Wystrzelona 14 września radziecka sonda Zond 5 okrążyła Księżyc i rozpoczęła lot powrotny na Ziemię.
- 1977 – Amerykańska sonda Voyager 1 wykonała z odległości 11,66 mln km pierwsze wspólne zdjęcie Ziemi i Księżyca.
- 1980 – Członek załogi statku kosmicznego Sojuz 38, Arnaldo Tamayo Méndez, został pierwszym Kubańczykiem w kosmosie.
- 2006 – Amerykanka irańskiego pochodzenia Anousheh Ansari została pierwszą kobietą-turystą kosmicznym.

## Urodzili się
- 53 – Trajan, cesarz rzymski (zm. 117)
- 1434 – Eleonora Aviz, infantka portugalska, cesarzowa niemiecka (zm. 1467)
- 1505 – Maria Habsburżanka, królowa Czech i Węgier, namiestniczka Niderlandów Habsburskich (zm. 1558)
- 1554 – Anna pomorska, księżna meklemburska (zm. 1626)
- 1587 – Francesca Caccini, włoska kompozytorka (zm. ok. 1640)
- 1676 – Eberhard Ludwik, książę Wirtembergii (zm. 1733)
- 1684 – Johann Gottfried Walther, niemiecki kompozytor, organista (zm. 1748)
- 1709 – Samuel Johnson, brytyjski pisarz, leksykograf (zm. 1784)
- 1711 – Ignaz Holzbauer, austriacki kompozytor (zm. 1783)
- 1718 – Maria Anna Austriaczka, arcyksiężniczka austriacka, księżna lotaryńska (zm. 1744)
- 1726 – Johann Heinrich von Frankenberg, belgijski duchowny katolicki, arcybiskup Mechelen, kardynał (zm. 1804)
- 1733 – George Read, amerykański prawnik, polityk, sygnatariusz Konstytucji USA (zm. 1798)
- 1735 – Bonawentura Solari, polski major, architekt (zm. po 1805)
- 1750 – Tomás de Iriarte, hiszpański kompozytor (zm. 1791)
- 1752 – Adrien-Marie Legendre, francuski matematyk (zm. 1833)
- 1758 – Louis Friant, francuski hrabia, generał (zm. 1829)
- 1760 – Jean-Nicolas-Louis Durand, francuski architekt (zm. 1834)
- 1765 – Grzegorz XVI, papież (zm. 1846)
- 1779:
  - Joseph Story, amerykański prawnik, sędzia Sądu Najwyższego (zm. 1845)
  - Ludolf Christian Treviranus, niemiecki lekarz (zm. 1864)
- 1782 – Jose Boves, wenezuelski polityk rojalistyczny (zm. 1814)
- 1786 – Chrystian VIII Oldenburg, król Danii i Norwegii (zm. 1848)
- 1793 – Józef Michał Juszyński, polski duchowny katolicki, biskup sandomierski (zm. 1880)
- 1799 – Wacław Zaleski, polski poeta, folklorysta (zm. 1849)
- 1803:
  - Jakub Laval, francuski duchowny katolicki, misjonarz, błogosławiony (zm. 1864)
  - Leon Ludwik Sapieha, polski książę, polityk, uczestnik powstania listopadowego (zm. 1878)
- 1805 – Józef Bełza, polski chemik, pionier polskiego cukrownictwa (zm. 1888)
- 1806 – Heinrich Laube, niemiecki prozaik, dramaturg, publicysta, dyrektor teatrów (zm. 1884)
- 1809 – Armand Barbès, francuski rewolucjonista (zm. 1870)
- 1811 – Michał Bohusz-Szyszko, polski poliglota, tłumacz (zm. 1877)
- 1817 – Eustachy Rylski, polski ziemianin, polityk (zm. 1899)
- 1819:
  - Léon Foucault, francuski fizyk doświadczalny (zm. 1868)
  - Augusto Theodoli, włoski kardynał (zm. 1892)
- 1822:
  - Ernst Förstemann, niemiecki historyk, językoznawca, bibliotekarz, archeolog (zm. 1906)
  - Ignacy Dominik Łopaciński, polski ziemianin, członek władz powstania styczniowego (zm. 1882)
- 1831:
  - Siegfried Marcus, austriacki mechanik, wynalazca (zm. 1898)
  - Władysław Pęgowski, polski ziemianin, prawnik, sędzia, polityk (zm. 1881)
- 1837 – Antoni Michałowski, polski lekarz, działacz społeczny, uczestnik powstania styczniowego (zm. 1930)
- 1838:
  - Anton Mauve, holenderski malarz (zm. 1888)
  - Emil Scaria, austriacki śpiewak operow (bas) (zm. 1886)
- 1841:
  - Mychajło Drahomanow, ukraiński literaturoznawca, historyk, etnolog, działacz społeczny (zm. 1895)
  - Tomisław Rozwadowski, polski ziemianin, polityk, uczestnik powstania styczniowego (zm. 1920)
- 1843 – Julius Hirschberg, niemiecki okulista, historyk medycyny (zm. 1925)
- 1846:
  - Władysław Bylicki, polski ginekolog-położnik (zm. 1931)
  - Bernhard Riedel, niemiecki chirurg (zm. 1916)
  - Richard With, norweski żeglarz, przedsiębiorca, polityk (zm. 1930)
- 1848 – Maximilian Nitze, niemiecki urolog (zm. 1906)
- 1849 – Salvador de Iturbide y de Marzán, meksykański książę (zm. 1895)
- 1850 – Miķelis Krogzemis, łotewski pedagog, poeta, tłumacz, publicysta (zm. 1879)
- 1853 – Heinrich Unverricht, niemiecki internista (zm. 1912)
- 1854 – Victor Dankl, austro-węgierski generał pułkownik (zm. 1941)
- 1857 – George Somerset, brytyjski arystokrata, polityk (zm. 1921)
- 1858 – Edward Pigot, australijski jezuita, astronom, meteorolog, sejsmolog pochodzenia irlandzkiego (zm. 1929)
- 1859:
  - Franciszek Niżałowski, polski generał dywizji, prawnik (zm. 1937)
  - Józef Szamota, polski generał dywizji (zm. 1942)
- 1862 – Maria Teresa, arcyksiężniczka austriacka, księżniczka toskańska (zm. 1933)
- 1864 – Marian Kiernicki, polski aktor (zm. 1945)
- 1866 – Ernst Storch, niemiecki psychiatra (zm. 1916)
- 1869:
  - Ellen Hansell, amerykańska tenisistka (zm. 1937)
  - Richard Thurnwald, niemiecki etnograf, socjolog (zm. 1954)
- 1870 – Ernst Estlander, fiński żeglarz sportowy (zm. 1949)
- 1871:
  - Karl Escherich, niemiecki przyrodnik, entomolog (zm. 1951)
  - Amelia Harusewicz, polska nauczycielka (zm. 1962)
  - Paweł Piotr Rhode, amerykański duchowny katolicki pochodzenia polskiego, biskup Green Bay (zm. 1945)
- 1872:
  - Augusts Kirhenšteins, łotewski polityk, premier i prezydent Łotwy (zm. 1963)
  - José María Miró, hiszpański strzelec sportowy, działacz sportowy, polityk (zm. 1946)
  - Adolf Schmal, austriacki szermierz, kolarz szosowy (zm. 1919)
- 1873 – Juozapas Skvireckas, litewski duchowny katolicki, biskup pomocniczy żmudzki, arcybiskup kowieński, tłumacz Biblii (zm. 1959)
- 1876:
  - Gustaf Estlander, fiński łyżwiarz szybki, żeglarz sportowy, architekt, konstruktor jachtów (zm. 1930)
  - Otto Krayczyrski, niemiecki duchowny, poseł na Sejm RP (zm. ?)
  - Milan Rakić, serbski poeta (zm. 1938)
  - James Scullin, australijski dziennikarz, polityk, premier Australii (zm. 1953)
- 1877 – Franciszek Kałuża, polski duchowny katolicki, męczennik, Sługa Boży (zm. 1941)
- 1878:
  - Michaił Guriewicz, rosyjski psychiatra (zm. 1953)
  - Józef Jarzębski, polski skrzypek, pedagog (zm. 1955)
- 1881:
  - Paweł Bluszcz, polski górnik, działacz związkowy i komunistyczny (zm. 1944)[7]
  - Piotr Ruiz de los Paños y Ángel, hiszpański duchowny katolicki, męczennik, błogosławiony (zm. 1936)
- 1882 – Ulryka Franciszka Nisch, niemiecka zakonnica, błogosławiona (zm. 1913)
- 1883 – Ludomir Różycki, polski kompozytor (zm. 1953)
- 1887:
  - Henryk Elzenberg, polski filozof, etyk, aforysta (zm. 1967)
  - Giacinto Ghia, włoski projektant samochodów (zm. 1944)
- 1888 – Szara Sowa, kanadyjski pisarz pochodzenia brytyjskiego (zm. 1938)
- 1890:
  - Wiktor Baranek, polski urzędnik, działacz narodowy, uczestnik powstań śląskich (zm. 1971)
  - Tomasz Całuń, polski samorządowiec, polityk, prezydent Radomia (zm. 1936)
- 1891 – Dymitr Romanow, rosyjski wielki książę (zm. 1942)
- 1893:
  - Arthur Benjamin, australijski pianista, kompozytor, dyrygent, pedagog (zm. 1960)
  - Hugo Gjanković, chorwacki chirurg (zm. 1981)
- 1894:
  - Józef Olędzki, polski major piechoty (zm. 1941)
  - Eugeniusz Świerczewski, polski dziennikarz, krytyk teatralny, agent Gestapo w AK (zm. 1944)
- 1895:
  - John Diefenbaker, kanadyjski polityk, premier Kanady (zm. 1979)
  - Digvijaysinhji, indyjski maharadża, dyplomata, filantrop (zm. 1966)
  - Tomoji Tanabe, japoński superstulatek (zm. 2009)
- 1896:
  - Adam Karaś, polski fotograf, filmowiec (zm. 1986)
  - Władysław Michejda, polski kapitan, adwokat, działacz społeczno-polityczny, uczestnik ruchu oporu (zm. 1943)
- 1897:
  - Ignacy Brach, polski mechanik, wykładowca akademicki (zm. 1994)
  - Karl Franz Klose, niemiecki fotograf (zm. 1984)
  - John Spencer-Churchill, brytyjski arystokrata, podpułkownik polityk (zm. 1972)
- 1898:
  - Philip Clark, amerykański rugbysta (zm. 1985)
  - Tadeusz Klus, polski dendrolog, wykładowca akademicki (zm. 1975)
  - Andriej Kondratienko, ukraiński i radziecki polityk (zm. 1989)
  - Michał Szykulski, polski podoficer, kawaler Virtuti Militari (zm. 1955)
  - Stefan Zand, polski inżynier, pilot, wynalazca (zm. 1963)
- 1899 – Alfred Frenzel, niemiecki polityk, szpieg czechosłowacki (zm. 1968)
- 1900:
  - Michaił Bieliszew, radziecki generał major (zm. 1950)
  - Roberts Osis, łotewski wojskowy, polityk, premier Łotwy (zm. 1973)
  - Carlo Maria Pintacuda, włoski kierowca wyścigowy (zm. 1971)
  - Seewoosagur Ramgoolam, maurytyjski lekarz, polityk, premier i gubernator generalny Mauritiusa (zm. 1985)
  - Walther Wenck, niemiecki generał (zm. 1982)
- 1901 – Jadwiga Bułakowska, polska tłumaczka (zm. 1976)
- 1902:
  - Pawieł Abańkin, radziecki admirał (zm. 1965)
  - Emil Chroboczek, polski agrotechnik, hodowca roślin (zm. 1978)
- 1903:
  - Alwin-Broder Albrecht, niemiecki oficer Kriegsmarine (zm. 1945)
  - Sybil Bauer, amerykańska pływaczka (zm. 1927)
  - Georges Berthet, francuski biathlonista, wioślarz (zm. 1979)
  - Jorge Carrera, ekwadorski poeta, dyplomata, polityk (zm. 1978)
  - Tomasz Wilczyński, polski duchowny katolicki, biskup pomocniczy lubelski, delegat Prymasa Polski z uprawnieniami biskupa rezydencjalnego w Olsztynie (zm. 1965)
- 1904:
  - David Eccles, brytyjski arystokrata, polityk (zm. 1999)
  - Paul Van den Broek, belgijski bobsleista (zm. ?)
- 1905:
  - Eddie Anderson, amerykański aktor, komik (zm. 1977)
  - Giuseppe Cavanna, włoski piłkarz, bramkarz (zm. 1976)
  - Greta Garbo, szwedzka aktorka (zm. 1990)
  - Agnes de Mille, amerykańska tancerka, choreografka (zm. 1993)
  - Menasze Oppenheim, polski aktor pochodzenia żydowskiego (zm. 1973)
- 1906:
  - Maciej Bielicki, polski astronom (zm. 1988)
  - Julio Rosales, filipiński duchowny katolicki, arcybiskup metropolita Cebu, kardynał (zm. 1983)
  - Zbigniew Staniewicz, polski aktor (zm. 1934)
- 1907:
  - Jakob Brendel, niemiecki bokser (zm. 1964)
  - Edwin Mattison McMillan, amerykański chemik, laureat Nagrody Nobla (zm. 1991)
- 1908:
  - Wiktor Ambarcumian, ormiański astronom, wykładowca akademicki (zm. 1996)
  - Józef Małgorzewski, polski aktor, reżyser radiowy, dziennikarz (zm. 1983)
  - Eugeniusz Papliński, polski tancerz, choreograf (zm. 1978)
- 1909:
  - Witold Jarosiński, polski polityk, minister oświaty (zm. 1993)
  - Robert Homer Mollohan, amerykański polityk (zm. 1999)
- 1910:
  - Mieczysław Pruszyński, polski major nawigator, pisarz, publicysta (zm. 2005)
  - Josef Tal, izraelski pianista, kompozytor, pedagog (zm. 2008)
- 1911:
  - Józef Dziura, polski polityk, działacz sportowy i społeczny (zm. 1967)[8][9]
  - Holger Salin, fiński piłkarz (zm. 1943/44)
- 1912:
  - Tadeusz Bojakowski, polski sierżant pilot (zm. 1941)
  - Sarah Palfrey Cooke, amerykańska tenisistka (zm. 1996)
- 1913:
  - Roald Amundsen, norweski aktor piłkarz (zm. 1985)
  - Erik Blomberg, fiński operator, reżyser, producent i scenarzysta filmowy (zm. 1996)
- 1914:
  - Walter Behrendt, niemiecki polityk, przewodniczący Parlamentu Europejskiego (zm. 1997)
  - Jack Cardiff, brytyjski reżyser i operator filmowy (zm. 2009)
  - Wiktor Griszyn, radziecki polityk (zm. 1992)
  - Léon Mart, luksemburski piłkarz (zm. 1984)
- 1915 – Stanisław Biedrzycki, polski starszy sierżant lotnictwa, cichociemny, uczestnik powstania warszawskiego (zm. 1944)
- 1916:
  - Osvaldo Brandão, brazylijski piłkarz, trener (zm. 1989)
  - Thomas Byberg, norweski łyżwiarz szybki (zm. 1998)
  - Tin Dekkers, holenderski bokser (zm. 2005)
  - Małgorzata Hołyńska, polska pisarka, tłumaczka (zm. 2006)
  - Jan Korpal, polski fotograf (zm. 1977)
- 1917:
  - József Asbóth, węgierski tenisista (zm. 1986)
  - June Foray, amerykańska aktorka (zm. 2017)
  - Ferenc Pataki, węgierski gimnastyk (zm. 1988)
- 1918:
  - Mieczysław Adamek, polski pilot wojskowy, as myśliwski (zm. 1944)
  - Wiaczesław Koczemasow, radziecki dyplomata, polityk (zm. 1998)
  - Johnny Mantz, amerykański kierowca wyścigowy (zm. 1972)
  - Wiktor Tałalichin, radziecki pilot wojskowy (zm. 1941)
  - Henry Wittenberg, amerykański zapaśnik (zm. 2010)
- 1919:
  - Edward Bury, polski kompozytor, dyrygent, pianista, pedagog (zm. 1995)
  - Jan Krasicki, polski działacz komunistyczny (zm. 1943)
  - Pál Losonczi, węgierski polityk komunistyczny (zm. 2005)
  - Marga Petersen, niemiecka lekkoatleta, sprinterka (zm. 2002)
  - Mieczysław Wojnicki, polski piosenkarz, aktor operetkowy (zm. 2007)
- 1920:
  - Tadeusz Sacha, polski operator filmowy (zm. 2006)
  - Jack Warden, amerykański aktor (zm. 2006)
- 1921 – Kanał Hasan Ali, egipski generał, polityk, premier Egiptu (zm. 1993)
- 1922:
  - Grayson Hall, amerykańska aktorka (zm. 1985)
  - Andrzej Samsonowicz, polski porucznik AK, uczestnik powstania warszawskiego (zm. 1944)
- 1923:
  - Anna Burbon-Parmeńska, królowa Rumunii (zm. 2016)
  - Stanisław Konarski, polski historyk, varsavianista (zm. 2007)
  - Al Quie, amerykański politolog, polityk, gubernator stanu Minnesota (zm. 2023)
  - Peter Smithson, brytyjski architekt (zm. 2003)
- 1924:
  - Ivan Diviš, czeski prozaik, poeta (zm. 1999)
  - Anatol Fidek, polski twórca filmów dokumentalnych, operator, reżyser i scenarzysta (zm. 2015)
  - Judith Hart, brytyjska polityk (zm. 1991)
  - Eloísa Mafalda, brazylijska aktorka (zm. 2018)
  - Bob C. Riley, amerykański polityk (zm. 1994)
  - J.D. Tippit, amerykański policjant (zm. 1963)
- 1925:
  - Jan Czapla, polski generał dywizji (zm. 2008)
  - Victor Klee, amerykański matematyk (zm. 2007)
- 1926:
  - Dionis Bubani, albański pisarz, dziennikarz, tłumacz (zm. 2006)
  - Miha Tišler, słoweński chemik (zm. 2021)
- 1927:
  - Ian Aitken, brytyjski dziennikarz, komentator polityczny (zm. 2018)
  - Jan Bohdan Chmielewski, polski rzeźbiarz, pedagog (zm. 2014)
- 1928:
  - Hanna Dylągowa, polska historyk (zm. 2016)
  - Adam Walaciński, polski kompozytor, publicysta, pedagog (zm. 2015)
  - Adam Wielowieyski, polski dziennikarz radiowy, reportażysta (zm. 2015)
- 1929:
  - Teresa Badzian, polska reżyserka i scenarzystka filmów animowanych (zm. 1989)
  - Henryk Opałka, polski grafik (zm. 2018)
- 1930:
  - Danuta Buttlerowa, polska językoznawczyni, polonistka, dydaktyk, wykładowczyni akademicka (zm. 1991)
  - Ignacy Mojżesz I Daoud, syryjski duchowny katolicki, patriarcha Antiochii, kardynał (zm. 2012)
  - Vlado Gotovac, chorwacki filozof, eseista, poeta, krytyk literacki, polityk (zm. 2000)
  - Józef Penkowski, polski etnolog, muzealnik (zm. 2006)
  - Aloysius Schwartz, amerykański duchowny katolicki, Sługa Boży (zm. 1992)
- 1931:
  - Hubert Constant, haitański duchowny katolicki, arcybiskup Cap-Haïtien (zm. 2011)
  - Jerzy Kuźmienko, polski architekt, urbanista, wykładowca akademicki (zm. 2017)
- 1932:
  - Luis Ayala, chilijski tenisista (zm. 2024)
  - Emil Nalborczyk, polski fizjolog roślin, wykładowca akademicki (zm. 2006)
  - Hisashi Owada, japoński prawnik, dyplomata, sędzia Międzynarodowego Trybunału Sprawiedliwości
  - Stanisław Padewski, polski duchowny katolicki, kapucyn, biskup pomocniczy kamieniecki, biskup pomocniczy lwowski, biskup charkowsko-zaporoski (zm. 2017)
  - Zdzisław Romanowski, polski pisarz (zm. 2015)
  - Nikołaj Rukawisznikow, rosyjski inżynier, kosmonauta (zm. 2002)
- 1933:
  - Robert Foster Bennett, amerykański polityk, senator (zm. 2016)
  - Robert Blake, amerykański aktor (zm. 2023)
  - Scotty Bowman, kanadyjski trener hokeja
  - Tomas Aguon Camacho, północnomariański duchowny katolicki, biskup Chalan Kanoa (zm. 2018)
  - Eugeniusz Iwanicki, polski pisarz (zm. 2020)
  - Jerzy Połomski, polski piosenkarz (zm. 2022)
  - Walentina Ponomariowa, rosyjska inżynier, pułkownik lotnictwa, kosmonautka (zm. 2023)
  - Fred Willard, amerykański aktor (zm. 2020)
- 1934:
  - Bambang Hidayat, indonezyjski astronom
  - Kurt Malangré, niemiecki prawnik, polityk, samorządowiec, nadburmistrz Akwizgranu, eurodeputowany (zm. 2018)
  - Iwan Romazan, radziecki inżynier metalurg (zm. 1991)
- 1935:
  - Renzo Eligio Filippi, włoski samorządowiec, polityk, eurodeputowany (zm. 2001)
  - John Spencer, angielski snookerzysta (zm. 2006)
- 1936 – Michał Kolanowski, polski polityk, poseł na Sejm PRL (zm. 2016)
- 1937:
  - Frank Tracy Griswold, amerykański duchowny anglikański, biskup Chicago i prymas Kościoła Episkopalnego w Stanach Zjednoczonych (zm. 2023)
  - George Martin, hiszpański aktor, reżyser, scenarzysta i producent filmowy (zm. 2021)
- 1938 – Robert Brom, amerykański duchowny katolicki, biskup Duluth i San Diego (zm. 2022)
- 1939:
  - Frankie Avalon, amerykański aktor, piosenkarz
  - Gert Dörfel, niemiecki piłkarz
  - Jorge Sampaio, portugalski prawnik, samorządowiec, burmistrz Lizbony, polityk, prezydent Portugalii (zm. 2021)
  - Kinuko Tanida, japońska siatkarka (zm. 2020)
  - Anna Zalewska, polska polityk, poseł na Sejm RP (zm. 2004)
- 1940:
  - Abbas al-Fasi, marokański polityk, premier Maroka
  - Andrew Tarnowski, brytyjski pisarz, reporter pochodzenia polskiego
- 1941:
  - Gerry Bamman, amerykański aktor
  - Petyr Krumow, bułgarski zapaśnik
  - Bobby Tambling, angielski piłkarz
- 1942:
  - Maria Dzielska, polska historyk, filolog klasyczny (zm. 2018)
  - Gabriella Ferri, włoska piosenkarka (zm. 2004)
  - Stanisław Kowalczyk, polski związkowiec, polityk, poseł na Sejm RP (zm. 2021)
  - Marco Rota, włoski rysownik komiksowy
  - Pawieł Sadyrin, rosyjski piłkarz, trener (zm. 2001)
  - Wolfgang Schäuble, niemiecki prawnik, polityk, minister finansów, minister spraw wewnętrznych (zm. 2023)
  - Alex Stepney, angielski piłkarz, bramkarz
- 1943:
  - Ryszard Gawior, polski saneczkarz
  - Henry Giroux, amerykański socjolog, pedagog
- 1944:
  - Michael Franks, amerykański wokalista jazzowy, autor tekstów, kompozytor
  - Jicchak Vissoker, izraelski piłkarz, bramkarz
- 1945:
  - Roman Jabłoński, polski wiolonczelista, pedagog
  - John McAfee, amerykański informatyk, programista, przedsiębiorca (zm. 2021)
  - Katja Paskalewa, bułgarska aktorka (zm. 2002)
- 1946:
  - Fritz André, haitański piłkarz
  - Joel Camargo, brazylijski piłkarz (zm. 2014)
  - Dušan Čaplovič, słoweński archeolog, polityk, minister szkolnictwa, nauki, badań naukowych i sportu, wicepremier (zm. 2025)
  - Nicholas Clay, brytyjski aktor
  - Rocío Jurado, hiszpańska aktorka, śpiewaczka (zm. 2006)
  - Akira Kamiya, japoński aktor
  - Dominique Riquet, francuski lekarz, polityk
  - Gailard Sartain, amerykański aktor (zm. 2025)
- 1947:
  - Danuta Ciborowska, polska nauczycielka, polityk, poseł na Sejm RP
  - Guy François, haitański piłkarz (zm. 2019)
  - Giancarlo Minardi, włoski założyciel i dyrektor zarządzający zespołu Formuły 1 Minardi
  - Jaime Portillo, salwadorski piłkarz
  - Paolo Romani, włoski dziennikarz, polityk
  - Andrzej Sawicki, polski tłumacz, scenarzysta komiksowy, dziennikarz (zm. 2016)
  - Michael Třeštík, czeski architekt, prozaik, publicysta, wydawca, producent filmowy, krytyk i popularyzator sztuki
- 1948:
  - Angiolino Bonetta, włoski Sługa Boży (zm. 1963)
  - Andrzej Jaroch, polski inżynier, samorządowiec, polityk, senator RP
  - Geir Karlsen, norweski piłkarz (zm. 2024)
  - Ulf Nilsson, szwedzki pisarz, autor książek dla dzieci i młodzieży (zm. 2021)
  - Ferenc Szabó, węgierski judoka (zm. 2025)
- 1949:
  - Ewa Bukojemska, polska pianistka, pedagog
  - Giennadij Komnatow, rosyjski kolarz szosowy (zm. 1979)
  - Kerry Livgren, amerykański muzyk, kompozytor, członek zespołu Kansas
  - Mo Mowlam, brytyjski polityk (zm. 2005)
  - Peter Shilton, angielski piłkarz, bramkarz
  - Marc Van Peel, flamandzki i belgijski samorządowiec, polityk
- 1950:
  - Shabana Azmi, indyjska aktorka
  - Miroslav Lazanski, serbski dziennikarz, pisarz, korespondent wojenny, polityk, dyplomata (zm. 2021)
  - Anna Deavere Smith, amerykańska aktorka, performerka, pisarka
  - Tadeusz Sobierajski, polski samorządowiec, burmistrz Morąga
- 1951:
  - Ben Carson, amerykański neurochirurg, dziennikarz, filantrop
  - Christian Lépine, kanadyjski duchowny katolicki, arcybiskup Montrealu
  - Bronisława Ludwichowska, polska lekkoatletka, biegaczka średnio- i długodystansowa
  - Dee Dee Ramone, amerykański basista, członek zespołu Ramones (zm. 2002)
  - Steven Riddick, amerykański lekkoatleta, sprinter
  - Marek Skrobecki, polski twórca filmów animowanych, reżyser, scenograf
  - Marc Surer, szwajcarski kierowca wyścigowy, komentator telewizyjny
  - Jan Kazimierz Wilk, polski duchowny katolicki, misjonarz, biskup Anápolis w Brazylii
- 1952:
  - Ton Buunk, holenderski piłkarz wodny
  - Monika Debertshäuser, niemiecka biegaczka narciarska
  - József Pálinkás, węgierski fizyk jądrowy, polityk
  - Rick Pitino, amerykański trener koszykówki pochodzenia włoskiego
  - Aleksandr Zamołodczikow, rosyjski fizyk, wykładowca akademicki
  - Aleksiej Zamołodczikow, rosyjski fizyk teoretyczny (zm. 2007)
- 1953:
  - Jerzy Jankowski, polski działacz spółdzielczy, polityk, poseł na Sejm RP
  - Aleksander Lwow, polski alpinista, himalaista
  - Toyohito Mochizuki, japoński piłkarz
- 1954:
  - Grażyna Czaplanka, polska aktorka
  - Stanisław Czepita, polski prawnik, teoretyk prawa (zm. 2018)
  - Takao Doi, japoński astronauta
  - Dennis Johnson, amerykański koszykarz, trener (zm. 2007)
  - Mohamed Kedir, etiopski lekkoatleta, biegacz długodystansowy i przełajowy
  - Steven Pinker, amerykański psycholog
  - Edmund Skalski, polski duchowny katolicki, teolog (zm. 2025)
  - Andrzej Stanisławek, polski lekarz, urzędnik państwowy
  - Tommy Tuberville, amerykański polityk, senator
- 1955:
  - Sławczo Czerwenkow, bułgarski zapaśnik
  - Keith Morris, amerykański wokalista, członek zespołów: Black Flag, Circle Jerks i Off!
- 1956:
  - José Luis Doreste, hiszpański żeglarz sportowy
  - Chris Hedges, amerykański dziennikarz, pisarz, koresopndent wojenny
  - Michel van de Korput, holenderski piłkarz
  - Odd Lirhus, norweski biathlonista
  - Tim McInnerny, brytyjski aktor
  - Peter Šťastný, słowacki hokeista, polityk
  - Marek Szczech, polski piłkarz, bramkarz (zm. 2003)
  - Siergiej Szełpakow, rosyjski kolarz szosowy
- 1958:
  - John Aldridge, irlandzki piłkarz
  - Jerzy Jurecki, polski dziennikarz, publicysta
  - Rachid Taha, algierski piosenkarz (zm. 2018)
- 1959:
  - Ian Bridge, kanadyjski piłkarz, trener
  - Giuseppe Negri, włoski duchowny katolicki, biskup Santo Amaro
  - Andrzej Ochała, polski kardiolog
  - Mark Romanek, amerykański reżyser filmowy i teatralny pochodzenia żydowskiego
  - Ryne Sandberg, amerykański baseballista (zm. 2025)
  - Gilles Veissière, francuski sędzia piłkarski
  - Wu Shude, chiński sztangista
  - Petr Zgarba, czeski agronom, przedsiębiorca, polityk
- 1960:
  - Hanna Cygler, polska pisarka, tłumaczka
  - Gayle Friesen, kanadyjska pisarka
  - Olivier de Germay, francuski duchowny katolicki, arcybiskup Lyonu
  - Nils Petter Molvær, norweski trębacz jazzowy, kompozytor
  - Joe Stump, amerykański gitarzysta, kompozytor, członek zespołu Reign of Terror
- 1961:
  - James Gandolfini, amerykański aktor (zm. 2013)
  - Iñigo Urkullu, hiszpański polityk, prezydent Kraju Basków
- 1962:
  - Joanne Catherall, brytyjska wokalistka, członkini zespołu The Human League
  - John Fashanu, angielski piłkarz, trener pochodzenia nigeryjsko-gujańskiego
  - Chris Simboli, kanadyjski narciarz dowolny
- 1963:
  - Tudor Casapu, mołdawski sztangista
  - Hanna Polk, polska aktorka (zm. 2019)
- 1964:
  - Ryszard Federkiewicz, polski piłkarz, trener
  - Peter Hámor, słowacki alpinista, himalaista
  - Curt Hansen, duński szachista
  - Holly Robinson Peete, amerykańska aktorka, piosenkarka
  - Edson José Oriolo dos Santos, brazylijski duchowny katolicki, biskup pomocniczy Leopoldiny
- 1965:
  - Renata Janik, polska polityk, poseł na Sejm RP, wicemarszałek województwa świętokrzyskiego
  - Wojciech Kudyba, polski poeta, krytyk i historyk literatury
  - Iwona Mielewczyk, polska nauczycielka, samorządowiec, członek zarządu województwa pomorskiego
  - Stanisław Tekieli, polski dziennikarz, pisarz, tłumacz (zm. 2020)
  - Piotr Warszewski, polski basista, członek zespołów: Atrakcyjny Kazimierz, Bikini i Rejestracja (zm. 2023)
  - Alicja Wojtkowiak, polska aktorka
- 1966:
  - Arnaldo Catalan, filipiński duchowny katolicki, arcybiskup, nuncjusz apostolski
  - Tom Chorske, amerykański hokeista
  - Armelle Iost, francuska judoczka
  - Jacek Raginis-Królikiewicz, polski reżyser, scenarzysta i producent filmowy i telewizyjny
- 1967:
  - Gary Anderson, nowozelandzki kolarz torowy i szosowy pochodzenia brytyjskiego
  - Andre de la Cruz, brazylijski aktor, reżyser i scenarzysta filmowy
  - Tara Fitzgerald, brytyjska aktorka
  - Masami Ihara, japoński piłkarz
  - Roberto Rosetti, włoski sędzia piłkarski
- 1968:
  - Ricardo Bango, hiszpański piłkarz, trener
  - Daniel Boćkowski, polski historyk, wykładowca akademicki
  - Cristián Castañeda, chilijski piłkarz
  - Ulrike Holzner, niemiecka bobsleistka
  - Kang Chol-hwan, północnokoreański uciekinier, działacz na rzecz praw człowieka
  - Welin Kefałow, bułgarski piłkarz
  - Robert Kozyra, polski dziennikarz, menedżer, producent i krytyk muzyczny
  - Toni Kukoč, chorwacki koszykarz
  - Jan Sechter, czeski dyplomata
  - Grzegorz Skiba, polski koszykarz
  - Walerij Zielepukin, rosyjski hokeista
  - Walentin Żelew, bułgarski zapaśnik
- 1969:
  - Juha Ahokas, fiński zapaśnik
  - Nezha Bidouane, marokańska lekkoatletka, płotkarka
  - Cappadonna, amerykański raper
  - Herbert Gager, austriacki piłkarz
  - Stéphane Lannoy, francuski sędzia piłkarski
  - Eve Stephenson, amerykańska kolarka szosowa
  - Bachwa Tiediejew, rosyjski piłkarz pochodzenia osetyjskiego
- 1970:
  - Alejandro Agag, hiszpański przedsiębiorca, działacz sportowy, polityk pochodzenia algierskiego
  - Chae Kook-hee, południowokoreańska aktorka
  - Swietłana Czernousowa, rosyjska biathlonistka
  - Dan Eldon, brytyjski fotoreporter (zm. 1993)
  - Grzegorz Forkasiewicz, polski samorządowiec, wójt gminy Rytwiany
  - Darren Gough, angielski krykiecista
  - Didier Rous, francuski kolarz szosowy
  - Aisha Tyler, amerykańska aktorka
- 1971:
  - Lance Armstrong, amerykański kolarz szosowy
  - Greg Minor, amerykański koszykarz
  - Anna Nietriebko, rosyjska śpiewaczka operowa (sopran)
  - Jada Pinkett Smith, amerykańska aktorka, piosenkarka
  - Kate Starre, australijska hokeistka na trawie
  - Wołodymyr Szaran, ukraiński piłkarz, trener
- 1972:
  - Julia Cencig, austriacka aktorka
  - Adam Cohen, kanadyjski muzyk, autor piosenek
  - Michael Landes, amerykański aktor, producent filmowy i telewizyjny
  - Ana Sofrenović, serbska aktorka
  - André Willms, niemiecki wioślarz
- 1973:
  - Rafał Grotowski, polski hokeista na trawie
  - Andreas Guenther, austriacki aktor
  - Ołena Howorowa, ukraińska lekkoatletka, trójskoczkini
  - Mário Jardel, brazylijski piłkarz
  - Aitor Karanka, hiszpański piłkarz, trener narodowości baskijskiej
  - James Marsden, amerykański aktor
  - Dolors Montserrat, hiszpańska prawnik, polityk narodowości katalońskiej
  - Ami Ōnuki, japońska wokalistka, członkini zespołu Puffy AmiYumi
  - Mark Shuttleworth, południowoafrykański przedsiębiorca, turysta kosmiczny
- 1974:
  - Sol Campbell, angielski piłkarz pochodzenia jamajskiego
  - Marta Neuman, polska aktorka
  - Ticha Penicheiro, portugalska koszykarka
  - Xzibit, amerykański raper
  - Marcin Zydorowicz, polski urzędnik państwowy, wojewoda zachodniopomorski
- 1975:
  - Markus Brandl, niemiecki aktor
  - Igor Demo, słowacki piłkarz
  - Jason Gardener, brytyjski lekkoatleta, sprinter
  - Jorge Gutiérrez, kubański bokser
  - Don Hany, walijski aktor, producent filmowy
  - Aneta Krzyżak, polska inżynier
  - Kanstancin Łukaszyk, białoruski strzelec sportowy
  - Guillaume Nantermod, szwajcarski snowboardzista
  - Murriel Page, amerykańska koszykarka, trenerka
  - Krisztina Pigniczki, węgierska piłkarka ręczna
  - Jason Sudeikis, amerykański aktor, komik pochodzenia litewskiego
  - Jusuf asz-Szahid, tunezyjski polityk, premier Tunezji
  - Guillermo Vargas, kostarykański performer
  - Jason Zumwalt, amerykański aktor, scenarzysta filmowy
- 1976:
  - Jacek Aumüller, polski kompozytor, muzyk, realizator dźwięku
  - Angélique Berthenet, francuska zapaśniczka
  - Jalil Lespert, francuski aktor, reżyser filmowy pochodzenia algierskiego
  - Grzegorz Piechna, polski piłkarz
  - Ronaldo, brazylijski piłkarz
  - Marek Stelar, polski pisarz
  - Tomasz Stusiński, polski szablista
- 1977:
  - Barrett Foa, amerykański aktor
  - Sławomir Kohut, polski kolarz szosowy
  - Li Tie, chiński piłkarz, trener
  - Matúš Vallo, słowacki architekt, samorządowiec, burmistrz Bratysławy
- 1978:
  - Jelena Antonowa, rosyjska wioślarka
  - Martin Ehrenhauser, austriacki polityk
  - Andrius Gedgaudas, litewski piłkarz
  - Tomasz Rospara, polski koszykarz (zm. 2015)
  - Augustine Simo, kameruński piłkarz
- 1979:
  - Daniel Aranzubía, hiszpański piłkarz, bramkarz narodowości baskijskiej
  - Cristian Arrieta, portorykański piłkarz
  - Lasse Boesen, duński piłkarz ręczny
  - High Contrast, walijski muzyk i kompozytor drum and bass
  - Jun’ichi Inamoto, japoński piłkarz
  - Alison Lohman, amerykańska aktorka
  - Simon Trpczeski, macedoński pianista
- 1980:
  - Ahmed Al-Bahri, saudyjski piłkarz
  - Ludovic Assemoassa, togijski piłkarz
  - Magdalena Grabowska, polska szpadzistka
  - Charles Hedger, brytyjski muzyk, wokalista, kompozytor, członek zespołu Cradle of Filth
  - Carolin Hingst, niemiecka lekkoatletka, tyczkarka
  - Ilan, brazylijski piłkarz
  - Petri Virtanen, fiński koszykarz
  - Krzysztof Wiłkomirski, polski judoka
- 1981:
  - Andrea Caracciolo, włoski piłkarz
  - David Lafata, czeski piłkarz
  - Jennifer Tisdale, amerykańska aktorka, modelka
  - Kristaps Valters, łotewski koszykarz
- 1982:
  - Peter Budaj, słowacki hokeista, bramkarz
  - Arvydas Eitutavičius, litewski koszykarz
  - Alfredo Talavera, meksykański piłkarz, bramkarz
- 1983:
  - Andrew Boyens, nowozelandzki piłkarz
  - Kevin Doyle, irlandzki piłkarz
  - Naomi Folkard, amerykańska łuczniczka
  - Nicolae Josan, mołdawski piłkarz pochodzenia rosyjskiego
  - Martin Kolář, czeski piłkarz
  - Yūzō Kurihara, japoński piłkarz
  - Leah Metcalf, amerykańska koszykarka
  - Jason Smith, amerykański curler
  - Sasha Son, litewski piosenkarz
  - Swietłana Szimkowa, rosyjska sztangistka
  - Rasmus Würtz, duński piłkarz
- 1984:
  - Tomasz Bandrowski, polski piłkarz
  - Travis Outlaw, amerykański koszykarz
  - Dizzee Rascal, brytyjski raper, producent muzyczny
  - Edvards Smiltēns, łotewski prawnik, samorządowiec, polityk
  - Adrien Théaux, francuski narciarz alpejski
  - Serhij Troń, ukraiński przedsiębiorca,
  - Michael Umeh, amerykański koszykarz pochodzenia nigeryjskiego
- 1985:
  - Amber An, tajwańska piosenkarka, aktorka, modelka
  - Koo Kien Keat, malezyjski badmintonista pochodzenia chińskiego
  - Hitomi Nakamichi, japońska siatkarka
  - Austin Trout, amerykański bokser
- 1986:
  - Cameron Bell, szkocki piłkarz, bramkarz
  - Renaud Lavillenie, francuski lekkoatleta, tyczkarz
  - Tobias Mikkelsen, duński piłkarz
  - Tomasz Schuchardt, polski aktor
- 1987:
  - Marco Falaschi, włoski siatkarz
  - Marwin Hitz, szwajcarski piłkarz, bramkarz
  - Albert Rudé, hiszpański trener piłkars
  - Luísa Sobral, portugalska piosenkarka, kompozytorka, autorka tekstów
  - Tan Boon Heong, malezyjski badmintonista pochodzenia chińskiego
- 1988:
  - Li Xuepeng, chiński piłkarz
  - Oksana Mołłowa, ukraińska koszykarka
  - Nathalie Piquion, francuska tenisistka
  - Yūichi Sugita, japoński tenisista
- 1989:
  - Chris Eubank, brytyjski bokser
  - Serge Ibaka, hiszpański koszykarz pochodzenia kongijskiego
  - Edwin Jackson, francuski koszykarz
  - Mateusz Kostrzewski, polski koszykarz
  - Jakub Łucak, polski piłkarz ręczny
- 1990:
  - Lewis Holtby, niemiecki piłkarz pochodzenia angielskiego
  - Massimo Martino, luksemburski piłkarz
  - Cristina Ouviña, hiszpańska koszykarka
  - Faty Papy, burundyjski piłkarz (zm. 2019)
- 1991:
  - Cameron Ayers, amerykański koszykarz
  - James Harris, amerykański lekkoatleta, sprinter
  - Thijs ter Horst, holenderski siatkarz
  - Bruno Hortelano, hiszpański lekkoatleta, sprinter
  - Franck Kom, kameruński piłkarz
- 1992:
  - Kendra Harrison, amerykańska lekkoatletka, płotkarka
  - Izabela Sosnowska, polska lekkoatletka, sprinterka
  - Simon Thern, szwedzki piłkarz
  - Shara Venegas, portorykańska siatkarka
- 1993:
  - Mariana Avitia, meksykańska łuczniczka
  - Alejandro López, hiszpański piłkarz
  - Filip Matczak, polski koszykarz
  - Gabriel Pires, brazylijski piłkarz
  - Charlie Taylor, angielski piłkarz
- 1994:
  - Sarra Belhocine, algierska siatkarka
  - Hughie Fury, brytyjski bokser
  - Chris-Ann Gordon, jamajska lekkoatletka, sprinterka
  - Elica Jankowa, bułgarska zapaśniczka
- 1995:
  - Max Meyer, niemiecki piłkarz
  - Matthew Targett, angielski piłkarz
- 1996:
  - Laurent Alekno, rosyjski siatkarz
  - C.J. Sanders, amerykański aktor
- 1997:
  - Sekhoane Moerane, sotyjski piłkarz, bramkarz
  - Elif Yanık, turecka zapaśniczka
- 1998:
  - Harald Østberg Amundsen, norweski biegacz narciarski
  - Ethan Hayter, brytyjski kolarz torowy i szosowy
  - Krzysztof Komarzewski, polski piłkarz ręczny
  - Christian Pulisic, amerykański piłkarz pochodzenia chorwackiego
  - Bartosz Rudyk, polski kolarz szosowy i torowy
  - Digna Strautmane, łotewska koszykarka
  - Julia Strowski, niemiecko-japońska aktorka
- 1999:
  - Melisa Döngel, turecka aktorka
  - Ronnie Ferrari, polski piosenkarz
  - Sylwester Lusiusz, polski piłkarz
  - Bent Viscaal, holenderski kierowca wyścigowy
- 2000:
  - James Bouknight, amerykański koszykarz
  - Marius Mayrhofer, niemiecki kolarz szosowy
- 2001 – Wendell Moore, amerykański koszykarz
- 2002:
  - Savannah Broadus, amerykańska tenisistka
  - Siergiej Kozyriew, rosyjski zapaśnik
  - Cezary Surgiel, polski piłkarz ręczny
- 2003:
  - Aidan Gallagher, amerykański aktor, piosenkarz
  - Rodrigo Huescas, meksykański piłkarz
- 2004:
  - Nodirbek Abdusattorov, uzbecki szachista
  - Płamena Mitkowa, bułgarska lekkoatletka, skoczkini w dal

## Zmarli
- 96 – Domicjan, cesarz rzymski (ur. 51)
- 887 – Pietro I Candiano, doża Wenecji (ur. ok. 842)
- 1000 – Thyra, królowa Norwegii (ur. ?)
- 1137 – Eryk II Pamiętny, król Danii (ur. ok. 1090)
- 1180 – Ludwik VII Młody, król Francji (ur. 1120)
- 1261 – Konrad von Hochstaden, niemiecki duchowny katolicki, arcybiskup Kolonii (ur. ?)
- 1345 – Andrzej Andegaweński, książę Kalabrii (ur. 1327)
- 1361 – Ludwik V, książę Bawarii i Górnej Bawarii, margrabia Brandenburgii, hrabia Tyrolu (ur. 1315)
- 1426 – Hubert van Eyck, flamandzki malarz (ur. ok. 1366)
- 1443 – Louis de Luxembourg, francuski duchowny katolicki, biskup Thérouanne, arcybiskup Rouen, kardynał, polityk (ur. ok. 1391)
- 1492 – Adolf z Kleve, pan Ravensteinu i Wijnendale, namiestnik Karola Zuchwałego w Niderlandach (ur. 1425)
- 1498 – Giovanni Battista Savelli, włoski kardynał (ur. 1427)
- 1508 – Jorge da Costa, portugalski duchowny katolicki, biskup Évory, arcybiskup Lizbony, kardynał (ur. 1406)
- 1598 – Hideyoshi Toyotomi, japoński daimyō (ur. 1536/37)
- 1600 – Rodrigo de Castro Osorio, hiszpański duchowny katolicki, arcybiskup Sewilli, kardynał (ur. 1523)
- 1608 – Vincenzo Bertolusi, włoski kompozytor, organista (ur. ?)
- 1611:
  - Henri Membertou, wódz indiański (ur. ok. 1530)
  - Jan August Wittelsbach, hrabia palatyn i książęta Palatynatu–Lützelstein (ur. 1575)
- 1612 – Karel z Lamberka, austriacki duchowny katolicki, arcybiskup metropolita praski (ur. ?)
- 1627 – Adam Sędziwój Czarnkowski, polski szlachcic, polityk, wojewoda łęczycki, starosta generalny Wielkopolski (ur. 1555)
- 1629 – Piotr Molerus, polski jezuita, teolog, biblista, kaznodzieja (ur. ok. 1577)
- 1630 – Melchior Klesl, austriacki duchowny katolicki, biskup Wiednia, kardynał (ur. 1552)
- 1663 – Józef z Kupertynu, włoski franciszkanin, święty (ur. 1603)
- 1675 – Karol IV, książę Lotaryngii (ur. 1604)
- 1683 – Władysław Wilczkowski, polski porucznik (ur. ok. 1630)
- 1688 – Adam Gdacjusz, polski duchowny luterański, pisarz (ur. 1610 lub 15)
- 1701 – Bohumír Kapoun ze Svojkova, czeski duchowny katolicki, biskup hradecki (ur. 1636)
- 1721 – Matthew Prior, brytyjski poeta, dyplomata (ur. 1664)
- 1735 – Justus van Effen, holenderski pisarz, tłumacz, dziennikarz (ur. 1684)
- 1783 – Leonhard Euler, szwajcarski matematyk, fizyk, astronom (ur. 1707)
- 1786:
  - Giovanni Battista Guadagnini, włoski lutnik (ur. 1711)
  - Hieronim Wincenty Radziwiłł, polski ziemianin, polityk (ur. 1759)
- 1792 – Georg Browne, rosyjski feldmarszałek pochodzenia irlandzkiego (ur. 1698)
- 1805 – Felicjan August Kralewski, polski generał (ur. 1756)
- 1807 – Franciszek Smuglewicz, polski malarz, rysownik (ur. 1745)
- 1819:
  - John Langdon, amerykański przedsiębiorca, wojskowy, polityk (ur. 1741)
  - Francesco Milesi, włoski duchowny katolicki, patriarcha Wenecji (ur. 1744)
- 1830 – William Hazlitt, brytyjski pisarz (ur. 1778)
- 1832 – Richard Ryder, brytyjski polityk (ur. 1766)
- 1835 – Karol Zieliński, polski generał, polityk (ur. 1787)
- 1840:
  - Constantine Samuel Rafinesque, amerykański polihistor, podróżnik pochodzenia niemiecko-francuskiego (ur. 1783)
  - Dominik Trạch, wietnamski męczennik i święty katolicki (ur. ok. 1792)
- 1848 – Felix Lichnowsky, pruski oficer, polityk (ur. 1814)
- 1854 – Andrzej Gołoński, polski architekt (ur. 1799)
- 1857:
  - Karol Kurpiński, polski kompozytor, dyrygent, pedagog (ur. 1785)
  - Étienne Marc Quatremère, francuski orientalista (ur. 1782)
- 1859 – Leon Szubert, polski rzeźbiarz (ur. 1829)
- 1861 – Antoni Gorecki, polski poeta, bajkopisarz, satyryk, uczestnik powstania listopadowego (ur. 1787)
- 1865 – Jakub Ignacy Łaszczyński, polski polityk, prezydent Warszawy (ur. 1791)
- 1870:
  - Augustus Volney Waller, brytyjski neurofizjolog (ur. 1816)
  - Henry Fox Young, brytyjski administrator kolonialny (ur. 1803)
- 1872 – Karol XV, król Szwecji i Norwegii (ur. 1826)
- 1877 – Osyp Bodianski, ukraiński slawista, historyk, etnograf, folklorysta, tłumacz (ur. 1808)
- 1882 – Thomas Lewinski, amerykański architekt (ur. 1800)
- 1887 – Robert Caspary, niemiecki botanik, mykolog, wykładowca akademicki (ur. 1818)
- 1891 – Frederick A. Conkling, amerykański polityk (ur. 1816)
- 1894 – Rafael Núñez, kolumbijski polityk, prezydent Kolumbii (ur. 1825)
- 1896 – Armand Fizeau, francuski fizyk, wykładowca akademicki (ur. 1819)
- 1897 – Elfriede Jaksch, łotewsko-niemiecka pisarka (ur. 1842)
- 1898 – Johann Ritter von Friedel, austriacki generał major (ur. 1816)
- 1899:
  - Włodzimierz Dzieduszycki, polski hrabia, przyrodnik, mecenas nauki i kultury (ur. 1825)
  - Stanisław Frankowski, polski działacz demokratyczny i niepodległościowy (ur. 1840)
- 1901 – Gustaw Adolf Gebethner, polski księgarz, wydawca (ur. 1831)
- 1903:
  - Alexander Bain, szkocki filozof, wykładowca akademicki (ur. 1818)
  - August Menken, niemiecki architekt (ur. 1858)
- 1904 – Herbert von Bismarck, niemiecki polityk (ur. 1849)
- 1905 – George MacDonald, szkocki prozaik, poeta (ur. 1824)
- 1908 – Antoni Pawluszkiewicz, polski przedsiębiorca, polityk (ur. 1863)
- 1910:
  - Stanisław Kieszkowski, polski urzędnik, uczestnik powstania styczniowego (ur. 1841)
  - Czesław Wiśniewski, polski aktor, dyrektor i reżyser teatralny (ur. 1868)
- 1911 – Piotr Stołypin, rosyjski polityk, minister spraw zagranicznych i premier Rosji (ur. 1862)
- 1913 – Juliusz Turczyński, polski prozaik, poeta, dramaturg (ur. 1833)
- 1914 – Stanisław Krynicki, polski porucznik Legionów Polskich (ur. 1888 lub 89)
- 1916 – Aleksander Sulkiewicz, polski działacz niepodległościowy i socjalistyczny pochodzenia tatarskiego (ur. 1867)
- 1918:
  - Raymond Basset, francuski przeciągacz liny (ur. 1883)
  - Joseph Wehner, amerykański pilot wojskowy, as myśliwski (ur. 1895)
- 1920:
  - Jan Tarnowski, polski porucznik piechoty (ur. 1891)
  - Luigi Torchi, włoski muzykolog, pedagog (ur. 1858)
- 1921 – Stanisław Bauman, polski inżynier geometra, działacz społeczny (ur. ok. 1837)
- 1922 – Alfons Grotowski, polski inżynier sanitarny (ur. 1833)
- 1924 – Francis Herbert Bradley, brytyjski filozof, wykładowca akademicki (ur. 1846)
- 1927 – Roka Tokutomi, japoński pisarz (ur. 1868)
- 1928:
  - Mieczysław Czaderski, polski podpułkownik dyplomowany piechoty (ur. 1895)
  - Gabriela Morska, polska aktorka (ur. 1867)
- 1930:
  - Charles Allen, brytyjski rugbysta, polityk (ur. 1861)
  - Stanisław Huskowski, polski adwokat, polityk, senator RP (ur. 1875)
  - Jan Kauzik, polski malarz, pedagog (ur. 1860)
- 1931:
  - Hazrat Babadżan, muzułmańska święta (ur. ?)
  - Geli Raubal, niemiecka gospodyni, siostrzenica Adolfa Hitlera (ur. 1908)
- 1933:
  - Roch Ochman, polski podporucznik, uczestnik powstania styczniowego (ur. 1838)
  - Julius Vosseler, niemiecki zoolog, dyrektor ogrodu zoologicznego (ur. 1861)
- 1934 – Fritz Rehn, niemiecki prawnik, pierwszy prezydent Trybunału Ludowego (ur. 1874)
- 1935:
  - Wiktor Kulerski (starszy), polski dziennikarz (ur. 1865)
  - Vojislav Marinković, serbski ekonomista, polityk, premier Królestwa Jugosławii (ur. 1876)
  - Alice Dunbar Nelson, amerykańska poetka, publicystka, aktywistka polityczna (ur. 1875)
- 1936:
  - Karol Eraña Guruceta, hiszpański marianista, męczennik, błogosławiony (ur. 1884)
  - Józef García Mas, hiszpański duchowny katolicki, męczennik, błogosławiony (ur. 1896)
  - Ferdynand García Sendra, hiszpański duchowny katolicki, męczennik, błogosławiony (ur. 1905)
  - Vicente Gay Zarzo, hiszpański amigonianin, męczennik, błogosławiony (ur. 1885)
- 1937 – Władysław Gliński, polski major saperów (ur. 1892)
- 1938 – Aleksandra Szyperska, polska działaczka narodowa, radna Rady Miejskiej w Katowicach (ur. 1869)
- 1939:
  - Ludwik Bernacki, polski historyk literatury polskiej i teatru, edytor, bibliotekarz, bibliograf (ur. 1882)
  - Marian Frydrych, polski podpułkownik piechoty (ur. 1897)
  - Gwen John, walijska malarka (ur. 1876)
  - Władysław Kuik, polski kapral pilot (ur. 1915)
  - Jerzy Łucki, polski lekkoatleta, bobsleista, żołnierz (ur. 1898)
  - Jerzy Płatowicz-Płachta, polski pułkownik dyplomowany piechoty (ur. 1893)
  - Wiktor IV Albrecht von Ratibor, niemiecki arystokrata, wojskowy (ur. 1916)
  - Stanisław Ignacy Witkiewicz, polski prozaik, dramaturg, malarz, filozof, fotografik (ur. 1885)
  - Franciszek Wład, polski generał brygady (ur. 1888)
- 1940 – Rudolf Olden, niemiecki prawnik, dziennikarz (ur. 1885)
- 1941 – Gladys Eastlake-Smith, brytyjska tenisistka (ur. 1883)
- 1942:
  - Józef Kut, polski duchowny katolicki, męczennik, błogosławiony (ur. 1905)
  - Włodzimierz Szembek, polski duchowny katolicki, męczennik, Sługa Boży (ur. 1883)
  - Ćiro Truhelka, chorwacki archeolog, muzealnik (ur. 1865)
  - Stefan Witkowski, polski inżynier, projektant, wynalazca, przywódca konspiracyjnej organizacji Muszkieterzy (ur. 1903)
- 1944 – Polegli w powstaniu warszawskim:
  - Jadwiga Apołłow, polska Sprawiedliwa wśród Narodów Świata (ur. 1903)
  - (lub 24 września) Tadeusz Kołecki, polski podporucznik, żołnierz AK (ur. 1921)
  - Andrzej Maringe, polski podchorąży, żołnierz AK (ur. 1919)
  - Marian Mokrzycki, polski pedagog, porucznik, żołnierz AK (ur. 1901)
  - Leonard Pecyna, polski podharcmistrz, żołnierz AK (ur. 1922)
  - Zygmunt Śluzek, polski żołnierz AK (ur. 1923)
  - Eugeniusz Weiss, polski żołnierz AK (ur. 1922)
  - Jan Wróblewski, polski żołnierz AK (ur. 1919)
- 1944:
  - Stanisław Pieńkowski, polski poeta, publicysta, tłumacz, krytyk literacki i teatralny (ur. 1872)
  - Wacław Stacherski, polski poeta, żołnierz AK (ur. 1915)
- 1945:
  - Dmitrij Kiedrin, rosyjski poeta (ur. 1907)
  - Raymund Netzhammer, niemiecki duchowny katolicki, arcybiskup bukaresztański (ur. 1862)
  - Wsiewołod Eichenbaum, rosyjski anarchista, rewolucjonista, publicysta pochodzenia żydowskiego (ur. 1882)
  - Yasujiro Shimazu, japoński reżyser filmowy (ur. 1897)
- 1946:
  - Iwan Makuch, ukraiński prawnik, adwokat, polityk, senator RP (ur. 1872)
  - Ołeksandr Szumski, ukraiński polityk komunistyczny (ur. 1890)
- 1949:
  - Frank Morgan, amerykański aktor (ur. 1890)
  - Szymon Wierdak, polski botanik, dendrolog, wykładowca akademicki (ur. 1883)
  - Theodor Zöckler, niemiecki duchowny luterański, działacz charytatywny, superintendent Kościoła Ewangelickiego Augsburskiego i Helweckiego Wyznania w Małopolsce (ur. 1867)
- 1950 – Alcide Marina, włoski duchowny katolicki, arcybiskup, dyplomata papieski (ur. 1887)
- 1951:
  - Constant Huret, francuski kolarz szosowy i torowy (ur. 1870)
  - Tomasz Panufnik, polski inżynier geodeta, lutnik, instrumentolog (ur. 1876)
  - Pamela Colman Smith, brytyjska malarka (ur. 1878)
  - Józef Wielowieyski, polski ziemianin, prawnik, działacz niepodległościowy, dyplomata, polityk, senator RP (ur. 1879)
- 1952:
  - Frances Alda, amerykańska śpiewaczka operowa (sopran) pochodzenia nowozelandzkiego (ur. 1879)
  - Lars Israel Wahlman, szwedzki architekt, wykładowca akademicki (ur. 1870)
- 1953:
  - Adam Jurkowski, polski farmaceuta (ur. 1885)
  - Charles de Tornaco, belgijski kierowca wyścigowy (ur. 1927)
- 1956 – Adélard Godbout, kanadyjski polityk, premier Quebecu (ur. 1892)
- 1957:
  - Augusto Genina, włoski reżyser filmowy (ur. 1892)
  - Włodzimierz Steyer, polski kontradmirał, dowódca Marynarki Wojennej (ur. 1892)
- 1958 – Olaf Gulbransson, norweski malarz, grafik (ur. 1873)
- 1959:
  - Harvey Murray Glatman, amerykański seryjny morderca, gwałciciel (ur. 1927)
  - Adolf Ziegler, niemiecki malarz (ur. 1892)
- 1961:
  - Dag Hammarskjöld, szwedzki prawnik, ekonomista, dyplomata, polityk, sekretarz generalny ONZ (ur. 1905)
  - Jerzy Maślanka, polski taternik, alpinista, inżynier (ur. 1886)
- 1963 – Mieczysław Arciszewski, polski dyplomata, polityk (ur. 1892)
- 1964 – Seán O’Casey, irlandzki pisarz (ur. 1880)
- 1965 – Mieczysław Omulecki, polski otolaryngolog (ur. 1921)
- 1966 – Wiktor (Swiatin), rosyjski biskup prawosławny (ur. 1893)
- 1967 – John Douglas Cockcroft, brytyjski fizyk, laureat Nagrody Nobla (ur. 1897)
- 1968:
  - Friedrich Altemeier, niemiecki pilot wojskowy, as myśliwski (ur. 1886)
  - Franchot Tone, amerykański aktor (ur. 1905)
- 1969 – Rudolf Wagner-Régeny, niemiecki kompozytor (ur. 1903)
- 1970:
  - José Pedro Cea, urugwajski piłkarz (ur. 1900)
  - Jimi Hendrix, amerykański gitarzysta, wokalista, kompozytor, autor tekstów (ur. 1942)
  - Anna Zelenay, polska poetka (ur. 1925)
- 1971 – Aleksandr Prokofjew, rosyjski poeta (ur. 1900)
- 1972:
  - Jerzy Dobrzycki, polski historyk sztuki (ur. 1900)
  - Bohuslav Fuchs, czeski architekt (ur. 1895)
- 1973:
  - Remo Bertoni, włoski kolarz szosowy i przełajowy (ur. 1909)
  - Alexandre Poncet, francuski duchowny katolicki, misjonarz, wikariusz apostolski Wallis i Futuny (ur. 1884)
- 1974 – Edna Best, brytyjska aktorka (ur. 1900)
- 1975 – Luis Concha Córdoba, kolumbijski duchowny katolicki, arcybiskup Bogoty, kardynał (ur. 1891)
- 1978 – Rudolf Nebel, niemiecki pilot wojskowy, konstruktor rakiet (ur. 1894)
- 1980:
  - Zdzisław Ożarowski, polski aktor (ur. 1911)
  - Katherine Anne Porter, amerykańska pisarka (ur. 1890)
- 1982 – Carlos Carmelo de Vasconcellos Motta, brazylijski duchowny katolicki, arcybiskup Aparecidy, kardynał (ur. 1890)
- 1983 – Jerzy Kamieński, polski aktor (ur. 1929)
- 1984 – Andriej Boczwar, radziecki metalurg (ur. 1902)
- 1987 – Américo Tomás, portugalski wojskowy, polityk, prezydent Portgalii (ur. 1894)
- 1989 – Aleksandra Śląska, polska aktorka (ur. 1925)
- 1990:
  - Jan Gaber, polski inżynier, generał brygady (ur. 1903)
  - Ed Sadowski, amerykański koszykarz, trener (ur. 1917)
- 1991 – Luigi Pareyson, włoski filozof, wykładowca akademicki (ur. 1918)
- 1992:
  - Gustav Lombard, niemiecki Brigadeführer Waffen-SS, zbrodniarz wojenny (ur. 1895)
  - Małgorzata, księżna Danii (ur. 1895)
- 1993:
  - Władysław Milczarek, polski poeta, prozaik (ur. 1916)
  - Wasilij Stiopkin, radziecki polityk (ur. 1908)
- 1996 – Annabella, francuska aktorka (ur. 1907)
- 1997 – Jimmy Witherspoon, amerykański muzyk (ur. 1920)
- 1999 – Leo Valiani, włoski dziennikarz, polityk (ur. 1909)
- 2001:
  - Jean-Pierre Rambal, francuski aktor (ur. 1931)
  - Sandy Saddler, amerykański bokser (ur. 1926)
- 2002:
  - Bob Hayes, amerykański lekkoatleta, sprinter (ur. 1942)
  - Mauro Ramos, brazylijski piłkarz (ur. 1930)
  - Barbara Winiarska, polska aktorka (ur. 1952)
- 2004:
  - Russ Meyer, amerykański aktor, reżyser filmowy (ur. 1922)
  - Kłara Rumianowa, rosyjska aktorka (ur. 1929)
- 2005:
  - Jegor Jakowlew, rosyjski dziennikarz, pisarz (ur. 1930)
  - Michael Park, brytyjski pilot rajdowy (ur. 1966)
- 2006:
  - Bogdan Augustyniak, polski reżyser teatralny (ur. 1940)
  - Boris Snietkow, radziecki generał (ur. 1925)
- 2007 – Josef Vinklář, czeski aktor (ur. 1930)
- 2008:
  - Michał Caputa, polski polityk, działacz NSZZ „Solidarność” (ur. 1927)
  - Mauricio Kagel, argentyński kompozytor (ur. 1931)
- 2009:
  - Irving Kristol, amerykański filozof, pisarz polityczny (ur. 1920)
  - Barbara Skarga, polska filozof (ur. 1919)
- 2010:
  - Egon Klepsch, niemiecki polityk, przewodniczący Parlamentu Europejskiego (ur. 1930)
  - Ludwik Mordarski, polski muzyk, kompozytor, dyrygent, pedagog (ur. 1929)
  - Bobby Smith, angielski piłkarz (ur. 1933)
- 2011:
  - Kurt Sanderling, niemiecki dyrygent (ur. 1912)
  - Irena Świetliczko, polska okulistka (ur. 1923)
- 2012:
  - Santiago Carrillo, hiszpański polityk (ur. 1915)
  - Chaim Chefer, izraelski poeta (ur. 1925)
  - Jorge Manicera, urugwajski piłkarz (ur. 1938)
- 2013:
  - Lindsay Cooper, brytyjska instrumentalistka, kompozytorka (ur. 1951)
  - Marta Heflin, amerykańska aktorka (ur. 1945)
  - Johnny Laboriel, meksykański piosenkarz (ur. 1942)
  - Ken Norton, amerykański bokser (ur. 1943)
  - Marcel Reich-Ranicki, niemiecki krytyk literacki (ur. 1920)
  - Richard Sarafian, amerykański reżyser filmowy (ur. 1930)
- 2014:
  - Jan Berdyszak, polski rzeźbiarz, malarz, scenograf, grafik (ur. 1934)
  - Hirofumi Uzawa, japoński ekonomista (ur. 1928)
  - Kenny Wheeler, kanadyjski trębacz jazzowy (ur. 1930)
- 2015:
  - Julian Bohdanowicz, polski rysownik, ilustrator książek, karykaturzysta (ur. 1942)
  - Eduardo Bonvallet, chilijski piłkarz (ur. 1955)
  - Zbigniew Prostak, polski pisarz science fiction (ur. 1930)
  - Czesław Ryll-Nardzewski, polski matematyk (ur. 1926)
- 2016 – Tadeusz Zasępa, polski duchowny katolicki, teolog, medioznawca (ur. 1946)
- 2017:
  - Domecjan (Topuzlijew), bułgarski duchowny prawosławny, metropolita widyński (ur. 1932)
  - Jerzy Wierzchowski, polski żużlowiec, działacz sportowy (ur. 1927)
- 2018:
  - Jerzy Apanowicz, polski komandor (ur. 1935)
  - Piotr Lachert, polski kompozytor, pianista, pedagog, poeta (ur. 1938)
  - Titti Maartmann, norweska saneczkarka (ur. 1920)
  - Leszek Muth, polski muzyk, inżynier dźwięku, członek zespołów: Drumlersi i Romuald i Roman (ur. 1943)
  - Stanisław Słotołowicz, polski koszykarz (ur. 1946)
  - Robert Venturi, amerykański architekt (ur. 1925)
- 2019:
  - Leszek Elektorowicz, polski poeta, prozaik, eseista, tłumacz (ur. 1924)
  - Graeme Gibson, kanadyjski pisarz (ur. 1934)
  - Imata Kabua, marszalski prawnik, polityk, prezydent Wysp Marshalla (ur. 1943)
  - Fernando Ricksen, holenderski piłkarz (ur. 1976)
- 2020:
  - Jurij Bagdasarow, ukraiński specjalista w zakresie instalacji fizycznych i energetycznych (ur. 1956)
  - Stephen F. Cohen, amerykański historyk, sowietolog, wykładowca akademicki pochodzenia żydowskiego (ur. 1938)
  - Ruth Bader Ginsburg, amerykańska prawnik, sędzia Sądu Najwyższego (ur. 1933)
  - Anacleto Oliveira, portugalski duchowny katolicki, biskup Viana do Castelo (ur. 1946)
  - Andrzej Pityński, polski rzeźbiarz (ur. 1947)
  - Wałerij Szwediuk, ukraiński piłkarz (ur. 1946)
  - John Turner, kanadyjski prawnik, polityk, minister finansów, premier Kanady (ur. 1929)
- 2021:
  - Mario Camus, hiszpański reżyser i scenarzysta filmowy (ur. 1935)
  - Chris Anker Sørensen, duński kolarz szosowy (ur. 1984)
  - Paweł Soszyński, polski pisarz, kulturoznawca, krytyk teatralny (ur. 1979)
- 2022:
  - Mustafa Dağıstanlı, turecki zapaśnik (ur. 1931)
  - Kjell Espmark, szwedzki pisarz, historyk literatury (ur. 1930)
  - Nick Holonyak, amerykański inżynier, wynalazca (ur. 1928)
  - Ilona Kuśmierska, polska aktorka (ur. 1948)
  - Maria Grazia Pagano, włoska filozof, polityk, eurodeputowana (ur. 1945)
  - Nicolas Schindelholz, szwajcarski piłkarz (ur. 1988)
- 2023:
  - Krzysztof Bujar, polski hokeista (ur. 1961)
  - Michael Gerdts, niemiecki dyplomata (ur. 1947)
  - Alicja Kuczyńska, polska filozof, wykładowczyni akademicka (ur. 1931)
  - Marinho Peres, brazylijski piłkarz, trener (ur. 1947)
- 2024:
  - Gerti Bogdani, albański polityk (ur. 1980)
  - Dick Diamonde, australijski basista, członek zespołu The Easybeats (ur. 1947)
  - Sam Malcolmson, nowozelandzki piłkarz (ur. 1947)
  - Salvatore Schillaci, włoski piłkarz (ur. 1964)
  - Lech Sołuba, polski aktor (ur. 1948)
  - Wojciech Wala, polski zapaśnik (ur. 1965)
  - Rolf Wolfshohl, niemiecki kolarz szosowy, torowy i przełajowy (ur. 1938)
  - Jerzy Wuttke, polski plastyk, polityk, poseł na Sejm RP (ur. 1945)